# Louis le Cardonnel
Louis le Cardonnel, imię zakonne: Frère Anselme (brat Anzelm; ur. 22 lutego 1862 w Walencji, dep. Drôme, Francja; zm. 28 maja 1936 w Avignonie, Francja) – francuski poeta i ksiądz-zakonnik.

## Życiorys
Studiował w Walencji w Instytucie Notre Dame.
Był przyjacielem Paula Verlaine'a, Louisa Denise'a, Huguesa Rebella i Charlesa Guérina. Publikował w wielu ówczesnych czasopismach francuskich (m.in. w La Plume, Scapin, La Vogue, L'Ermitage i Mercure de France).
Od 1884 członek grupy "My" (fr. Nous autres), obracający się w środowisku symbolistów, wśród takich poetów jak: Édouard Dubus, Charles Morice i Adolphe Retté.
W 1894 poczuł powołanie zakonne i zaczął dystansować się od swoich dotychczasowych przyjaciół. W 1896 został wyświęcony na księdza, lecz nie przerwał współpracy z prasą literacką.
Ostatnie lata swego życia spędził w Avignonie pod opieką pisarki Jeanne de Flandreysy i w jej salonie brał udział w życiu kulturalnym Prowansji.

## Poezja Louisa le Cardonnela
Jego wiersze poświęcone są głównie tematyce religijnej i pisane są w tradycyjnym stylu; często przypominają wiersze Alphonse'a de Lamartine'a i Alfreda de Musseta.

## Ważniejsze prace
- Poèmes (Poezje, 1904)
- Carmina Sacra (1912)

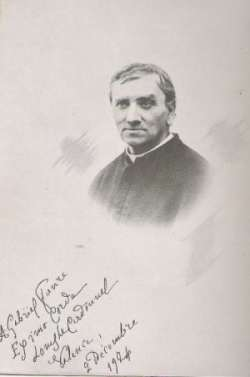
Louis le Cardonnel − portret z autografem.

- Du Rhône à l'Arno (Od Rodanu do Arno, 1920)
- De l'une à l'autre aurore (Od jednej do drugiej jutrzenki, 1924)